# 莎泉県
莎泉県（させん-けん）は、中華人民共和国山西省にかつて存在した県。現在の大同市渾源県東部に相当する。
南北朝時代、北魏により設置され北霊丘郡の管轄とされた。北周により廃止された。